# Romain Lucazeau
Œuvres principales
- Latium I
- Latium II

Romain Lucazeau, né le 21 juin 1981 à Aix-en-Provence, est un chef d'entreprise, consultant et écrivain français d'anticipation.

## Biographie
Ancien élève de l'École normale supérieure de la rue d'Ulm (A/L 2002), agrégé de philosophie et titulaire d'un MBA du Collège des ingénieurs, Romain Lucazeau enseigne à l'université Paris-IV Sorbonne et à Sciences-Po Paris avant de devenir consultant en stratégie, chez Monitor Group puis chez Roland Berger, où il devient associé.
En 2013, il fait une pause d’un an dans sa carrière de consultant et rejoint l’Institut de l'Entreprise, think-tank patronal où il publie un certain nombre d'études et de rapports de prospective économique.
Chez Roland Berger, dont il devient associé en 2020, il accompagne principalement des acteurs publics nationaux et internationaux sur des enjeux de prospective en lien avec l’élaboration des politiques publiques.
Il travaille notamment sur les impacts de la robotisation, de l’IA et de l’automatisation sur le marché du travail et les politiques publiques,.
En 2020, il est recruté parmi la « Red Team », un groupe chargé de faire de la prospective pour le ministère des Armées, en imaginant « les futures crises géopolitiques et ruptures technologiques impliquant les militaires », afin de défendre la « souveraineté de la France »,.
En juin 2021, il devient directeur général de la SCET, filiale du groupe « Caisse des Dépôts » avec pour objectif de ramener cette société à l'équilibre en la transformant en un véritable cabinet de conseil auprès du secteur public.

## Parcours littéraire
En parallèle de sa carrière de consultant, il publie à partir de 2007, une série de nouvelles de science-fiction et de fantasy dans diverses anthologies, fanzines et revues en France et au Canada. En 2008, 2009 et 2010 il est successivement lauréat des prix Visions du futur, du Festival de Bagneux, Imaginales d'Epinal (catégorie nouvelle). Il est l'auteur d'une série d'articles « Science-fiction et Philosophie » dans la revue québécoise Brins d'éternité.
Il publie en octobre 2016 Latium, son premier roman, un space opera uchronique, pour lequel il reçoit le grand prix de l'Imaginaire dans la catégorie roman francophone.
En 2021, il publie La Nuit du faune, texte à mi-chemin entre un conte philosophique et récit de science-fiction.
A travers ses prises de parole publique, il défend une conception littéraire et philosophique de la science-fiction et de l’anticipation, par opposition à des approches davantage orientées vers le militantisme politique.
En 2024, il publie au Seuil, dans le label Verso nouvellement créé, deux textes : un texte d’anticipation militaire, Vallée du carnage, ainsi qu’un recueil de poésie, Langage | Machine.

## Œuvres

### Romans
- Latium I, Denoël, coll. « Lunes d'encre », 2016, 464 p.  (ISBN 978-2-207-13302-6)Réédition, Gallimard, coll. « Folio SF » no 613, 2018, 560 p. (ISBN 978-2-07-279293-9)
- Latium II, Denoël, coll. « Lunes d'encre », 2016, 512 p.  (ISBN 978-2-207-13307-1)Réédition, Gallimard, coll. « Folio SF » no 614, 2018, 624 p. (ISBN 978-2-07-279298-4)
- La Nuit du faune, Albin Michel, coll. « Imaginaire », 2021, 256 p.  (ISBN 978-2-226-46158-2)Réédition, Le Livre de poche, coll. « Imaginaire » no 37311, 2023, 320 p. (ISBN 978-2-253-93707-4)
- Vallée du carnage, Verso, 2024, 448 p.  (ISBN 978-2-38643-122-7)

### Poésie
- Langage | Machine, Verso, 2024, 120 p.  (ISBN 978-2-38643-126-5)

### Nouvelles
- La Femme, les Cigarettes et le Vaisseau spatial, in Présences d'esprits, AOC no 9, 2008
- L'Effet Teletubbies, Présences d'esprits, AOC no 10, 2008
- Hors du voile, Station Fiction no 1, 2008
- Quatre étoiles au firmament, Brins d'éternité (Montréal, Canada) no 19, 2008.
- Ascension cosmique, Présences d'esprits, AOC no 11, 2009. Réédition : Vingt ans de Visions du futur, Présences d'esprits, 2016
- Les Sept Derniers Païens, Les Héritiers d'Homère, Argemmios, 2009
- Quatre étoile au firmament, Station Fiction  no 2, 2009
- La Dernière Fête avant l'oubli, Revue Solaris (Canada) no 174, 2010
- Le Vieux Jardinier des pierres, Présences d'esprits, AOC no 16, 2010
- La Troisième Dimension, Eons, Lunatique no 83, 2011. Réédition Brins d'éternité (Canada) no 28, 2011, puis dans Dix ans d'éternité, Les Six Brumes, coll. « Brumes de Légendes » (Canada), 2014. Réédition anthologie Marmites & Microondes, Géphyres, 2020.
- De si tendres adieux, Le Bélial', revue Bifrost no 84, 2016

### Prix et distinctions
- Visions du futur 2008 pour Ascension cosmique[réf. nécessaire]
- Prix Zone franche 2009 pour La Femme, les cigarettes et le vaisseau spatial[réf. nécessaire]
- Imaginales (nouvelle) 2010 pour Les Sept derniers païens[réf. nécessaire]
- Prix Futuriales, catégorie « Révélation » 2017, pour Latium (tomes 1 et 2)[réf. nécessaire]
- Grand prix de l'Imaginaire 2017 pour Latium (tomes 1 et 2)[réf. nécessaire]